# Blake Alphonso Higgs
Blake Alphonso Higgs (1915-1986), beter bekend als 'Blind Blake', was tussen de jaren dertig en de jaren zestig van de twintigste eeuw een bekende goombay- en calypso-muzikant op de Bahama's. Hij speelde ukelele en banjo.
Blind Blake speelde onder meer in clubs en The Imperial Hotel.  Het grootste deel van zijn carrière werkte hij echter in Royal Victoria Hotel in Nassau (vanaf 1933). In het toeristenseizoen moest hij de toeristen vermaken. Buiten die maanden moest hij elders zingen. Hij was echter populair en stond ook bekend als 'the blind minstrel'. Blake schreef veel songs en hij had een omvangrijk repertoire, met onder andere het lied 'Love, Love Alone' over het aftreden van koning Eduard VIII van Engeland (geschreven met Lord Caresser). Blind Blakes' versie van deze calypso-song zou bij de koning zelf in de smaak gevallen zijn. De voormalige koning was tijdens de Tweede Wereldoorlog gouverneur van de Bahama's. Begin jaren vijftig maakte hij enkele platen, in de tijd dat de calypso langzaam populairder begon te worden. Verschillende artiesten hebben werk van hem opgenomen, waaronder Harry Belafonte, Joan Crawford en Acker Bilk. Later in zijn carrière vermaakte Blind Blake reizigers op het vliegveld van Nassau.